# Norra Rönnskär
Norra Rönnskär är en ö norr om Finbo i Eckerö på Åland. Dess namne Södra Rönnskär finns strax söder om Finbo.
Norra Rönnskärs area är 16 hektar och dess största längd är 0,6 kilometer i sydväst-nordöstlig riktning.